# 13622 McArthur
13622 McArthur (1995 HY2) là một tiểu hành tinh nằm phía ngoài của vành đai chính được phát hiện ngày 26 tháng 4 năm 1995 bởi Spacewatch ở Kitt Peak. Nó được đặt tên cho nhà lập trình viên máy tính Guy K. McArthur (sinh năm 1971).